# 冰山上的来客 (电影)
《冰山上的来客》是1963年上映的中国黑白故事片，由长春电影制片厂出品，赵心水执导，乌·白辛编剧，张翚摄影，雷振邦作曲，梁音、阿不都力密提等主演。讲述的是新疆边防部队和生活在边境线塔吉克族牧民联手与武装特务间斗智斗勇的故事。《怀念战友》《花儿为什么这样红》是该电影的主题曲。

## 故事梗概
1951年夏，中国新疆的边防站得到有武装特务潜伏在边境线附近的金沙川一带的情报。为避免邻国误会，中国人民解放军的边防部队仅是提高警惕，加强警戒。牧民尼牙孜老汉从叶城给儿子纳乌茹孜物色了一个新娘子。迎亲路上，遇到了要到边防站报道的新战士阿米尔。当听到新娘名为古兰丹姆时，阿米尔想起了自己的青梅竹马古兰丹姆，小伙伴古兰丹姆被叔叔卖到地主热力普家为奴，从此失联。
边防站的杨排长带着阿米尔去参加纳乌茹孜的婚礼，特务古里巴儿假扮的古兰丹姆意识到阿米尔与古兰丹姆相熟，故凭借着古兰丹姆的身份频繁寻找阿米尔。以寻找“情郎”为名多次刺探哨所、卡点的情报。一日风雪来临，假古兰丹姆阻止了纳乌茹孜给杨排长通知天气，又发报让金沙川武装特务乘机偷袭卡点。驻守卡点的一班长和阿米尔击退了敌人，但一班长和给卡点送棉衣的纳乌茹孜牺牲，阿米尔受伤。
真古兰丹姆自卖给热力普后改名买日乌莉，并与热力普家的老奴仆交好。二人希望青年牧民卡拉能带他们离开金沙川返回叶城，卡拉答应帮助他们。然而在返回途中，卡拉后背中枪。老奴仆实际上是特务首脑阿曼巴依。二人抵达边防站后，真古兰丹姆将卡拉断了弦的热瓦普交给杨排长，断了弦的热瓦普代表着卡拉牺牲，也证明了买日乌莉的身份。杨排长从中知道了阿曼巴依的身份和利用真古兰丹姆的企图。
阿米尔唱起了童年的歌曲《花儿为什么这样红》，与真古兰丹姆相认重逢。为防暴露，假古兰丹姆被特务灭口。看似雨过天晴，边民和边防战士准备过节。阿米尔和真古兰丹姆则准备在节日时结婚。阿曼巴依计划乘过节举办叼羊活动之机抢夺高点，以火把和枪声为号，与热力普里应外合袭击解放军边防站。而杨排长将计就计，将阿曼巴依为首的武装特务一网打尽。

## 主要演员
| 角色                         | 演员              |
| ---------------------------- | ----------------- |
| 杨排长                       | 梁音              |
| 阿米尔                       | 阿布都力米提·胡加 |
| 假古兰丹姆（原名古里巴儿）   | 谷毓英            |
| 尼牙孜                       | 恩和森            |
| 热力普                       | 吐尔地木萨        |
| 阿曼巴依                     | 马陋夫            |
| 真古兰丹姆（后改名买日乌莉） | 阿依夏木·克里木   |
| 一班长                       | 张冲霄            |
| 卡拉                         | 王春英            |
| 纳乌茹孜                     | 买买提西里甫      |

## 电影制作

### 剧本创作
《冰山上的来客》创作于十七年时期，与当时其他文学创作一样，聚焦于革命历史题材。编剧乌·白辛进入八一电影制片厂后，为拍摄纪录片于1954年开始数次前往中国人民解放军驻新疆、西藏的边防站。边境线上，乌·白辛参与到巡逻和站岗的任务中。自身经历和与边防战士交流为《冰山上的来客》剧本创作积累了素材，如剧本中杨排长、无人区“人熊沟”等人物、场景均来自现实生活。乌·白辛自称“《冰山上的来客》是和战士们一起写的”。《冰山上的来客》初为话剧剧本，交由中国人民解放军新疆军区听取意见后，乌·白辛和电影导演王逸对剧本进行修改。1961年，乌·白辛在《电影文学》杂志上发表电影文学剧本《冰山上的来客》，1962年，电影文学剧本由群众出版社出版。
拍摄为电影前，导演赵心水改编了剧本，原剧本中的人名、故事构成、主题歌词等方面改动较大，如将男主角从司马宜改为阿米尔，将女主角朵丝侬纱阿汗改为古兰丹姆等。

### 筹备拍摄
《冰山上的来客》两度上马拍摄。电影文学剧本发表后，中华人民共和国文化部电影事业管理局发出指示，要求长春电影制片厂拍摄《冰山上的来客》电影。完成剧本修改、分镜头、挑选演员后，摄制组成立并开始拍摄内景部分。然而因为演员和摄制组间语言交流困难，拍摄进度缓慢。1961年底，长春电影制片厂开始重组创作组，体制改革导致《冰山上的来客》摄制组主创团队成员分离，新创作组又因拍摄难度等原因不愿继续拍摄。加之王逸在新疆拍摄期间有着高原反应，创作风格与自己的创作不相符等原因，电影暂停拍摄。此时，长春电影制片厂已为这部电影投资超过20万元人民币。1962年，拍摄电影《冰山上的来客》的任务交由导演赵心水执行。为此，赵心水不仅改写了剧本、重组了创作组，还要求前往新疆采风。
赵心水先后三次往来于新疆、吉林。在与文学剧本编剧乌·白辛商量后，赵心水带领摄影师张翚等人前往新疆收集材料，此行赵心水调查一班长牺牲情节的原型事件。返回长春后，赵心水开始改写剧本，并创作片中《怀念战友》等插曲的歌词。第二次前往新疆，赵心水确定了外景和主演。电影外景并非选择故事的发生地帕米尔高原，而是选择在了天山的天池，清真寺、武装特务的大本营等内景则选择在长春电影制片厂的摄影棚内拍摄。在寻找演员十余天无果的情况下，导演终在医院偶遇15岁的女学生阿依夏木·克里木，并确定其为片中真古兰丹姆的演员。片中男主角阿米尔的扮演者阿布都力米提·胡加本为新疆维吾尔自治区排球队的二传手，在赛福鼎·艾则孜的帮助下，阿布都力米提才成为电影主演。假古兰丹姆则选择了北京电影学院的学生谷毓英，谷毓英是中俄混血。确定外景地和主要演员后，赵心水返回长春。此时他面临着“一班长不应牺牲”和《花儿为什么这样红》内容“不健康”的修改意见，导致剧本难以通过审查。直至拍摄日期临近之时，长春电影制片厂的领导方才同意赵心水“犯错”，不改动剧本拍摄。
经过1年的筹备，赵心水第三次前往新疆，开始拍摄电影。拍摄过程中，摄制团队同样面临着演职人员语言交流、演员非专业出身等困难。不过通过演员学习汉语、导演不断讲戏，困难得到解决。电影拍摄内景时，为制造在冰山的场景，演员们会通过吃冰产生嘴里冒白气的效果。电影最终花费9个月拍摄完成，其中外景花费了2个月。电影最终投资60万元人民币。

## 电影音乐
《冰山上的来客》的音乐中歌曲占主要部分，包括《高原之歌》《花儿为什么这样红》《冰山上的雪莲》《怀念战友》《帕米尔的雄鹰》。另外，电影也使用了多组新疆民乐。五首歌曲由雷振邦编曲，编剧乌·白辛为《高原之歌》写词，导演赵心水为《怀念战友》《塔吉克的雄鹰》写词，雷振邦参与了所有歌词的创作和修改工作。其中《花儿为什么这样红》借鉴自塔吉克民歌《古丽碧塔》之曲调，在影片中正式重复过三次，对应着是阿米尔对古兰丹姆的回忆、对假古兰丹姆的探测、与真古兰丹姆相认的情节。《高原之歌》为男声领唱加齐唱歌曲，出现在片头娶亲队伍出现之时和阿米尔与古兰丹姆的婚礼之上，歌曲节奏欢快。《冰山上的雪莲》是一首男女高音对唱的四段体歌曲，是塔吉克牧民卡拉与真古兰丹姆之间的对唱。曲目节拍在6/8拍和9/8拍间转换，歌曲并不欢快。《怀念战友》是男高音独唱两段体歌曲，出现在杨排长发现牺牲的一排长和阿米尔时，速度缓慢，旋律伤感。《塔吉克的雄鹰》是具有塔吉克音乐风格的男女生合唱歌曲，出现在卡拉扯断琴弦，牺牲之时，歌曲曲调高昂。
《冰山上的来客》所使用的乐器包括都塔尔、热瓦普、手鼓、卡龙琴、木笛等民族乐器，也包括小提琴等西洋乐器。

## 上映与荣誉

### 上映信息
电影《冰山上的来客》于1963年2月在新疆人民剧场首映。上映后，观影人数超过1亿人次。电影《冰山上的来客》还创造了当时中国故事片的上座率记录。
《冰山上的来客》在1978年复播时的观影人次255万。

### 所获奖项
《冰山上的来客》于1964年获得长春电影制片厂首届“小百花奖”的最佳导演奖。随后《冰山上的来客》送至第三届百花奖进行评选，参选奖项包括最佳编剧、最佳音乐、最佳美术、最佳摄影等，然而这次百花奖最终胎死腹中。
文革之后，《冰山上的来客》获得1995年首届全国少数民族题材电影腾龙奖故事片纪念奖。2022年，中国艺术研究院发布《在“讲话”精神的照耀下——百部文艺作品榜单》，《榜单》评选出1943年到2021年间，中国文艺史100部文艺作品。其中包括电影《冰山上的来客》。

## 评价影响
电影上映初期，对电影和电影主题曲的评价较为正面。电影评论家谢逢松在1963年11月25日的《人民日报》第四版发表影评《边防如铁——评影片〈冰山上的来客〉》。评论即指出电影体现出中国反特斗争的复杂和尖锐，把斗争和生活结合，也指出了电影情节失真、描写粗露等缺点。1963年，《光明日报》载黄沫《一部有特色的反特影片——看〈冰山上的来客〉》，称影片运用音乐帮助“表达剧情和人物情感方面，效果很好。”到了1964年，对电影主题曲《花儿为什么这样红》的批判多了起来。比如任加（即郑伯农）在《人民音乐》称传唱《花儿为什么这样红》这种歌曲是“十分庸俗十分有害的”。中国音乐研究所的李佺民在《人民音乐》中发文认为《花儿为什么这样红》是“忧郁感伤，时代感很不鲜明的情歌。”“将这样的歌曲通过电影向群众推广，显然是不合适的。”
到了文化大革命时期，《冰山上的来客》因“作者是伪满人员，没有党的领导，夸大个人作用，音乐是靡靡之音”被列为“毒草及有严重错误的影片”。电影主题曲《花儿为什么这样红》被定为“问题歌曲”。1970年，《彻底摧毀银幕上的反革命专政》中《〈冰山上的来客〉要害是颠覆无产阶级专政》一文更是称《冰山上的来客》为“反动电影”“为了颠覆无产阶级专政，施展了种种反革命伎俩。”编剧乌·白辛因所拍摄的《冰山上的来客》被江青点名，多次遭到批斗，最终自杀身亡。导演赵心水、《花儿为什么这样红》演唱者吴影、假古兰丹姆的扮演者谷毓英或被下放，或被批斗、讨伐。
文化大革命结束后，《冰山上的来客》于1978年复播，主题曲《花儿为什么这样红》在中国大陆也成为脍炙人口的歌曲。对《冰山上的来客》的评价也趋于正面。如中国电影评论学会会长饶曙光在《新中国少数民族电影筑梦之旅（新疆卷）》中称该片是“带有浓郁民族特色的反特抒情片”“影片中只要跟音乐有关的人，都带有正能量。”

## 衍生作品

### 剧目
2004年，五幕音乐剧《冰山上的来客》与电影一样选择在新疆人民剧场上演，2005年起在中国巡演。音乐剧改编自电影《冰山上的来客》，由新疆歌剧院创作。音乐剧由肖克来提作曲、姚承勋编剧、陈蔚担任总导演、库来西任舞蹈总监、刘科栋任舞美、库尔班江任导演。该音乐剧包含音乐、舞蹈、戏剧等形式。
2006年，由浙江省温州市电视剧制作中心、北京盛世高唐文化传播有限公司等单位改编制作的30集电视连续剧《冰山上的来客》播出。电视连续剧由戴冰执导，王洛勇、于荣光等人主演。电视剧除保留电影《花儿为什么这样红》《怀念战友》等七首歌曲外，还收录了由雷蕾创作的数首新歌曲。
2014年8月，半舞台式歌剧《冰山上的来客》在国家大剧院上演，歌剧改编自电影《冰山上的来客》。歌剧由雷蕾作曲、易茗编剧、陈薪伊执导、张国勇执棒，周晓琳、张心等国家大剧院驻院歌剧演员及国家大剧院合唱团、国家大剧院管弦乐团表演。歌剧《冰山上的来客》是第五届全国少数民族文艺会演的揭幕剧目。

### 出版物
乌·白辛创作的电影文学剧本《冰山上的来客》多次出版，群众出版社先后在1963年和1979年出版该电影文学剧本。除此之外，甘肃文化出版社、北京联合出版有限责任公司等单位也先后将电影文学剧本《冰山上的来客》出版成册。除文学剧本外，如中国电影出版社、中国民主法制出版社则先后出版过多版《冰山上的来客》连环画。

## 纪念

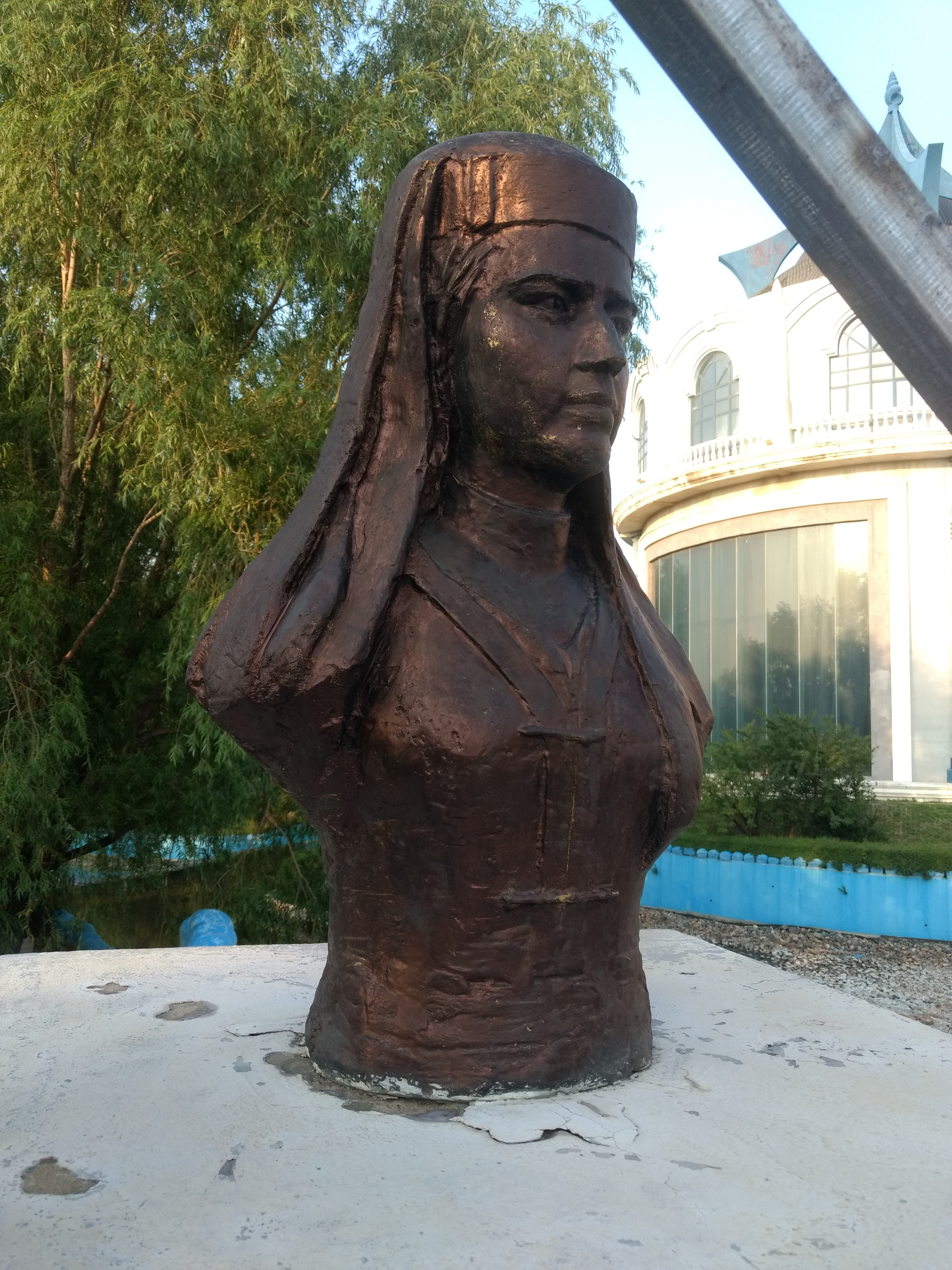
长影世纪城的古兰丹姆雕像

电影主角阿米尔和古兰丹姆家乡的火车站——叶城站前，矗立着《冰山上的来客》雕像，雕像由阿米尔和和古兰丹姆为主题，基座有《冰山上的来客》的介绍。
第五批伊犁哈萨克自治州非物质文化遗产代表性项目伊犁传统冰淇淋制作技艺的申报单位之一为伊宁市古兰丹姆干果冰淇淋店，该店位于六星街景区的一处庭院内。以《冰山上的来客》主人公“古兰丹姆”命名。
2021年10月8日，中国中央电视台中文国际频道的《中国文艺》栏目主题选取了电影《冰山上的来客》。2023年12月，新疆人民剧场曾举办“古兰丹姆回来了，纪念电影《冰山上的来客》放映60周年分享活动”，扮演真古兰丹姆演员阿依夏木·克里木到场。

## 外部連結
- 互联网电影数据库（IMDb）上《冰山上的来客》的资料（英文）
- 豆瓣电影上《冰山上的来客》的資料 （简体中文）